# Missouri (U-Boot)
Die Missouri, auch USS Missouri (Kennung: SSN-780), ist ein atomgetriebenes Jagd-U-Boot der Virginia-Klasse der United States Navy. Das U-Boot ist nach dem US-amerikanischen Bundesstaat Missouri benannt.

## Geschichte
SSN-780 wurde 2003 in Auftrag gegeben und im September 2008 bei Electric Boat auf Kiel gelegt. Nach 14 Monaten Bauzeit wurde am 20. November 2009 das Baudock geflutet und die Missouri somit vom Stapel gelassen. Am 5. Dezember erfolgte dann die Schiffstaufe. Taufpatin war Becky Gates, Ehefrau von US-Verteidigungsminister Robert Gates. Die Indienststellung fand am 31. Juli 2010 in Groton, Connecticut statt.